# Teyleria koordersii
Teyleria koordersii är en ärtväxtart som först beskrevs av Cornelis Andries Backer, och fick sitt nu gällande namn av Cornelis Andries Backer. Teyleria koordersii ingår i släktet Teyleria och familjen ärtväxter. Inga underarter finns listade i Catalogue of Life.